# A1 Grand Prix
O A1 Grand Prix foi um campeonato de corridas internacional monotipo que aconteceu entre 2005 a 2009. Foi um campeonato único em seu campo de atuação, uma vez que os competidores defendiam sua nação ao invés de uma equipe, dessa forma, o campeonato era apresentado como uma "Copa do Mundo do Automobilismo". O campeonato era ratificado pela FIA e suas temporadas aconteciam durante o inverno no hemisfério norte, tempo no qual a Fórmula 1 se encontra em suas férias. O conceito foi desenvolvido pelo sheik Maktoum Hasher Maktoum Al Maktoum, de Dubai, por volta de 2003. O campeonato durou três temporadas, terminando em 2009, após não conseguir marcar nenhuma corrida para a temporada 2009-2010.

## História
O conceito da "Copa do Mundo do Automobilismo" foi desenvolvido por volta de 2003, pelo sheik Maktoum Hasher Maktoum Al Maktoum, de Dubai. Após o campeonato receber a ratificação da FIA, uma estrutura gerencial foi criada para supervisionar a venda das franquias da categoria pelo mundo, que contava com os diretores executivos Brian Menell e Tony Teixeira. Trinta franquias foram disponibilizadas; 23 restritas a nações especificas e outras sete em aberto para nações nas quais não eram ainda o público alvo da categoria.

### Primeira Temporada (2005-06)

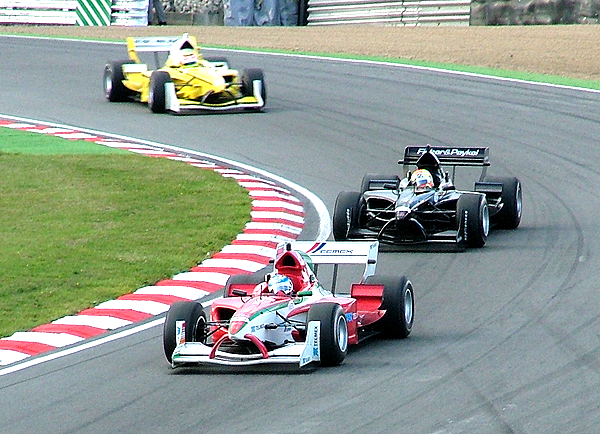
México, Nova Zelândia e Malásia disputando o A1GP da Grã-Bretanha, em 2005

25 das franquias haviam sido vendidas a tempo da primeira temporada, que começou em 25 de dezembro de 2005, com o A1GP da Grã-Bretanha, em Brands Hatch. A primeira temporada teria 12 etapas (24 corridas, duas por etapa); porém, o cancelamento da etapa brasileira, que seria no Autódromo Internacional de Curitiba, diminuiu o número para 11 etapas. Nelson Piquet Jr. venceu a primeira etapa para a A1 Team Brasil. Logo após, a A1 Team França venceu as etapas em Portugal e na Malásia, tirando uma boa liderança na tabela classificatória. Na corrida final, em Xangai, a A1 Team França foi coroada como a primeira campeã da A1 Grand Prix, com 172 pontos, seguida pela A1 Team Suíça, com 121 pontos, e a A1 Team Reino Unido, com 97 pontos.

### Segunda Temporada (2006-07)
Mudanças foram feitas para a temporada 2006-07 na duração e distância das corridas, para melhoras o espetáculo para o público.  O calendário das etapas foi revelado em 7 de julho de 2006, com a primeira etapa sendo em Zandvoort e a última em Brands Hatch. Novas equipes foram adicionadas, como a A1 Team Singapura e a A1 Team Grécia, porém, teve a saída da A1 Team Turquia, devido a não ter dinheiro para manter-se na temporada, do mesmo modo que a A1 Team Áustria, A1 Team Japão e A1 Team Rússia também não retornaram para a segunda temporada. A A1 Team Portugal teve dificuldades para conseguir dinheiro, porém, conseguiu disputar as quatro últimas etapas, na África do Sul, México, China e Reino Unido. A A1 Team Alemanha venceu o campeonato, marcando 128 pontos, 35 pontos a frente do segundo colocado, a A1 Team Nova Zelândia.

No dia 29 de setembro, o sheik Maktoum anunciou que havia renunciado a seu cargo na organização da categoria, prevendo que os cargos fossem assumidos por acionistas:
Estou feliz que construí este campeonato pensando nos fãs. Sinto que cumpri minha promessa de levar a A1GP do conceito à realidade e estou confidente que a Copa do Mundo do Automobilismo ira prosperar. Devotei todos os meus esforços para fazer da A1GP o sucesso que ela é hoje. Essa transferência de cargo me deixará ter mais tempo para a Dubai International Holding Company, na qual controla um substancial portfólio de ativos e novos investimentos e que continua ativamente a buscar outras oportunidades de significativas de investimentos.
Maktoum anunciou sua renuncia em setembro e deixou seu cargo em dezembro de 2006, vendendo sua parte nas ações para a RAB Capital.

### Terceira Temporada (2007-08)
A temporada 2007-08 foi a última que utilizou o Lola B05/52. Houve mudanças de regra, que incluíam dois pit stops obrigatórios e a introdução do combustível E30. A A1 Team Suíça venceu a temporada, marcando 168 pontos, com a A1 Team Nova Zelândia em segunda posição, com 127 pontos e a A1 Team Reino Unido na terceira posição, com 126 pontos.
Em outubro de 2007, o presidente do conselho de administração da categoria, Tony Teixeira, fechou um acordo com italiana Ferrari para o projeto e fornecimento de motores para a categoria por seis anos, além de consultoria para o projeto e construção de um novo chassis para a categoria. O envolvimento da Ferrari na categoria tinha a intenção de aliviar as preocupações com relação a viabilidade financeira da categoria e sua capacidade de atrair novos investidores e novos patrocinadores.

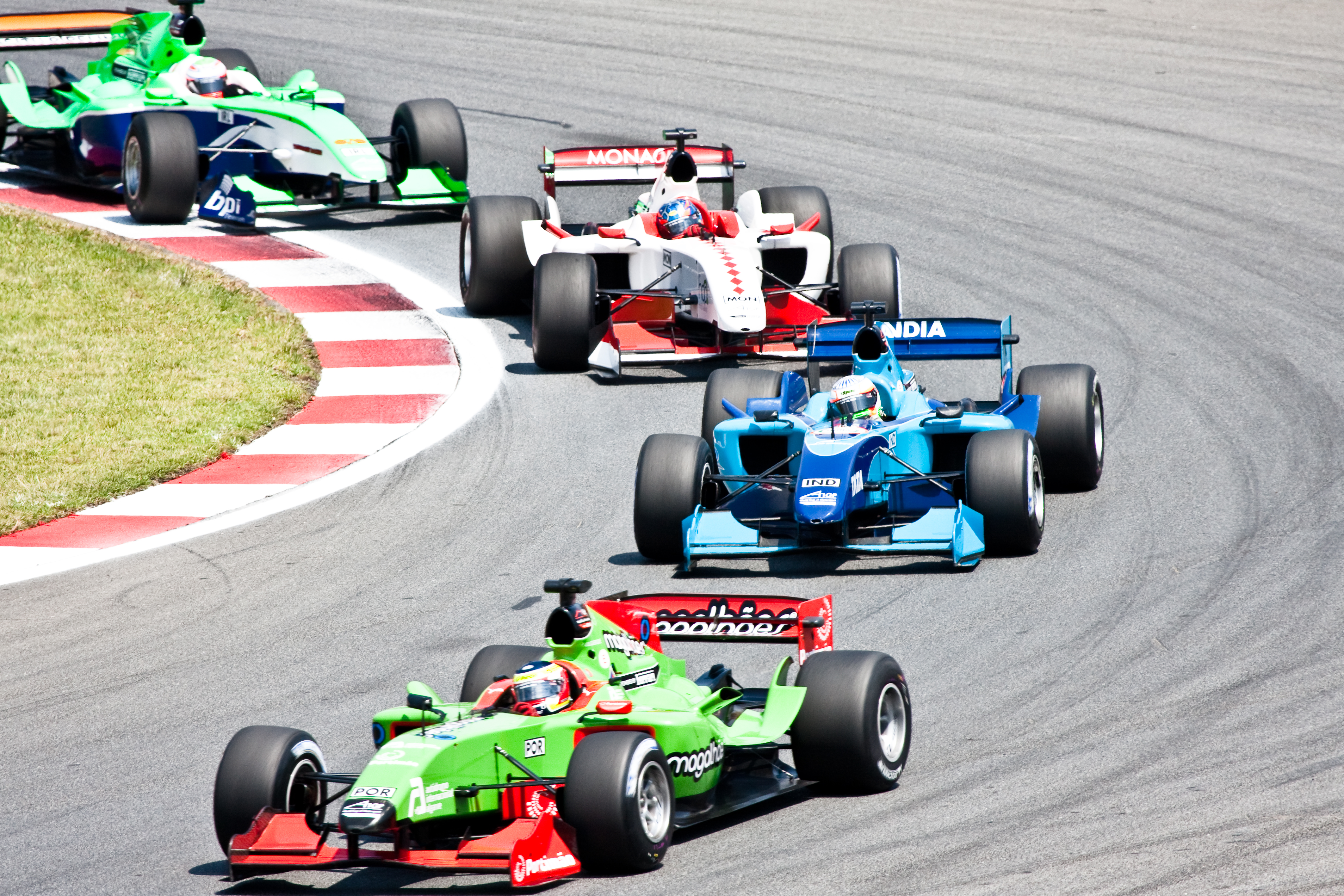
A1GP de África do Sul, 2009

### Quarta Temporada (2008-09)
A quarta (e última) temporada da categoria foi a única que utilizou o A1GP powered by Ferrari. De acordo com o campeão da temporada de 2007-08 pela A1 Team Suíça, Neel Jani, 90% das equipes considerava que a troca de carro era um uso ineficiente do dinheiro da categoria. Mudanças nas regras incluíam sessões de qualificação mais curtas, um pit stop durante a Sprint Race (que foi alongada), retirada dos limites para a sessão de treinos na sexta-feira e uma diminuição nos pontos da Sprint Race. Durante a temporada, três etapas (na Itália, Indonésia e México) foram canceladas, bem como a proposta de uma corrida no Brasil. A A1 Team Irlanda venceu a temporada, marcando 112 pontos, seguido da da A1 Team Suíça, com 95 pontos, e da A1 Team Portugal, com 92 pontos.

### Quinta Temporada (2009-10) - Cancelada
A primeira etapa dessa temporada, que estava marcada para ser parte do Nikon SuperGP, em Surfers Paradise, foi cancelada cinco dias antes de acontecer pelos seus próprios organizadores, após a A1GP não conseguir confirmar sobre se o evento aconteceria ou não. O governo do estado de Queensland mencionou a possibilidade de tomar ações legais contra a organização da A1 Grand Prix.
A categoria foi posta em xeque após mais etapas serem canceladas, com uma nota em 5 de novembro de 2009 anunciando que as etapas da China e Malásia foram canceladas. A última etapa da temporada, que aconteceria nos Países Baixos, foi substituída por uma da Superleague Formula.

### Liquidação dos ativos
Após a categoria ser posta em xeque, devido a falta de solidez financeira, o cancelamento de todas as suas etapas e boatos de que a Ferrari pararia de fornecer motores, devido a falta de pagamentos, Tony Teixeira anunciou que a categoria passaria por uma reestruturação administrativa, tentando remover a administração das mãos da A1 Grand Prix Operations Ltd.
Uma disputa judicial com relação a posse dos ativos da categoria (principalmente os carros) teve inicio em 18 de Janeiro de 2010, na Alta Corte de Justiça, em Londres, com a decisão judicial tomada em 21 de janeiro de 2010 sentenciando a favor do administrador Tim Bramston. Os ativos foram atribuídos à A1 Grand Prix Operations, da qual Bramston era o administrador. Bramston argumentou que estava tentando garantir o melhor preço para uma possível venda da categoria e que não venderia para nenhuma entidade no nome de Teixeira.
O fundo de situações especiais da RAB Capital (companhia que adquiriu a categoria em 2006) não conseguiu se recuperar, com seus acionistas forçando a gerencia da RAB Capital a vender todo seu fundo em um leilão holandês.
Apesar das propriedades intelectuais e carros da A1 Grand Prix estarem a venda, não se sabe se era suposto que o comprador assumisse as obrigações financeiras e os acordos de franquia da categoria ou se a categoria e suas entidades concomitantes poderiam ser vendidas sem dividas ou livre de reivindicações de Teixeira ou da RAB Capital. Os administradores apontaram a GoIndustry DoveBid para executar a venda dos ativos, que conseguiram lucrar £10 milhões pelos ativos da categoria.

### Tentativas de Recriação
Em 5 de julho de 2010, a revista Autosport publicou em sua seção "Rumores & Especulações" que a categoria, de uma forma ou outra, planejava o retorno para a temporada 2011-12, citando que uma fonte não identificada citou que a categoria contava um grupo de novos investidores. A temporada contaria com 18 nações no grid e 10 etapas, começando no natal de 2011 e visitando vários circuitos que a categoria havia disputado etapas em suas quatro temporadas. A categoria seria gerenciada em um novo modelo, similar ao utilizado pela GP2, onde as equipes são responsáveis por seu próprio financiamento.
Em 2011, rumores retornaram com relação ao retorno da A1 Grand Prix, com um novo nome. A categoria se chamaria A10 World Series, mantendo o A1 do antigo nome, com a intenção da impressão de continuidade. A categoria utilizaria novos carros, com motores V10 de 600hp. Uma fonte relatou a Autosport que a categoria utilizaria o mesmo conceito original da A1 Grand Prix. Porém, a companhia responsável pela categoria foi a falência em 2012.

### Destino dos carros
Em 2009, os carros Lola B05/52, utilizados pela categoria de 2005 a 2008, disputaram a Auto GP. Em 2014, a ISRA (International Sport Racing Association) adquiriu os mesmos Lola e criou a Fórmula Acceleration 1.
Em maio de 2015, o grupo sul-africano AFRIX Motorsport anunciou que adquiriu os 21 A1GP powered by Ferrari que haviam sido utilizados pela categoria em 2009, junto de seus pneus e peças de reposição, porém sem seus sistema eletrônicos e volantes. A AFRIX declarou que os tem como intenção a criação de uma categoria monomarca que correria na África do Sul durante o verão no hemisfério sul.

## Temporadas
| Temporada | Campeão   | Vice-Campeão  | Terceiro Lugar |
| --------- | --------- | ------------- | -------------- |
| 2005-06   | França    | Suíça         | Reino Unido    |
| 2006-07   | Alemanha  | Nova Zelândia | Reino Unido    |
| 2007-08   | Suíça     | Nova Zelândia | Reino Unido    |
| 2008-09   | Irlanda   | Suíça         | Portugal       |
| 2009-10   | Cancelada | Cancelada     | Cancelada      |

## Equipes

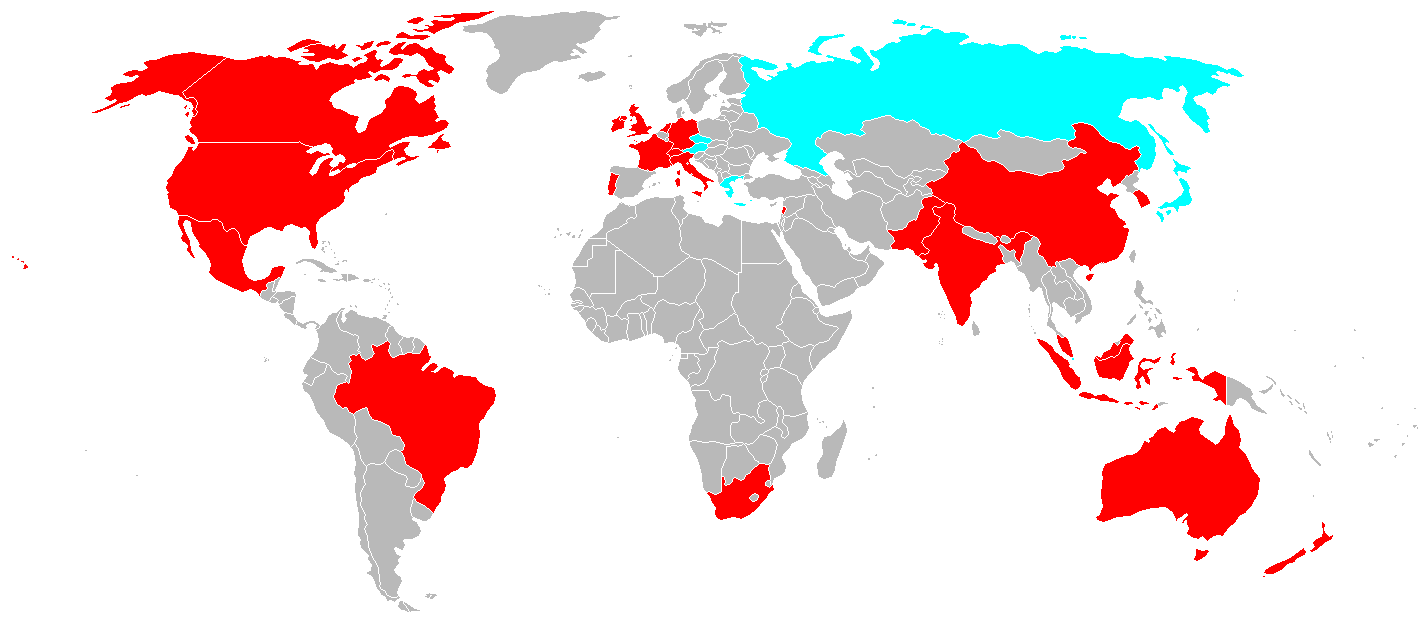
Mapa mundi mostrando a distribuição das equipes da A1 Grand Prix. Os países em vermelho estiveram na última temporada da categoria (2008-09), já os em azul, estiveram nas temporadas anteriores, mas não fizeram parte da última

Cada equipe da A1 Grand Prix representa uma nação. Os pilotos devem ser da mesma nacionalidade de sua equipe, ao contrário de seu dono, chefe de equipe e mecânicos, que não precisam ser da mesma nacionalidade da equipe. O carro deve ser caracterizado com as cores que representem a nação da equipe.
| País          | Equipa                |
| ------------- | --------------------- |
| África do Sul | A1 Team África do Sul |
| Alemanha      | A1 Team Alemanha      |
| Austrália     | A1 Team Australia     |
| Áustria       | A1 Team Áustria       |
| Brasil        | A1 Team Brasil        |
| Canadá        | A1 Team Canadá        |
| China         | A1 Team China         |
| Chéquia       | A1 Team Chéquia       |
| Coréia do Sul | A1 Team Coréia        |
| EUA           | A1 Team EUA           |
| França        | A1 Team França        |
| Grécia        | A1 Team Grécia        |
| Índia         | A1 Team Índia         |
| Indonésia     | A1 Team Indonésia     |
| Irlanda       | A1 Team Irlanda       |
| Itália        | A1 Team Itália        |
| Japão         | A1 Team Japão         |
| Líbano        | A1 Team Líbano        |
| Malásia       | A1 Team Malásia       |
| México        | A1 Team México        |
| Mônaco        | A1 Team Mônaco        |
| Nova Zelândia | A1 Team Nova Zelândia |
| Países Baixos | A1 Team Países Baixos |
| Paquistão     | A1 Team Paquistão     |
| Portugal      | A1 Team Portugal      |
| Reino Unido   | A1 Team Reino Unido   |
| Rússia        | A1 Team Rússia        |
| Singapura     | A1 Team Singapura     |
| Suíça         | A1 Team Suíça         |

## Formato de Corrida
As etapas da A1 Grand Prix aconteciam num período de três dias, da sexta-feira ao domingo. As equipes ganham cinco jogos de pneus slick, para tempo seco, e dois jogos de pneus de chuva por etapa. Porém, se o tempo estiver em condições extremas, podem ser fornecidos mais jogos de pneus de chuva, em detrimento dos slicks. A etapa começa com duas sessões de treinos na sexta-feira, além de uma da manhã do sábado, cada uma com uma hora. Três pilotos diferentes poderiam participar nos treinos da sexta e sábado, sendo o piloto que disputasse a qualificação e uma das corridas deve participar dos treinos. Inicialmente, três sessões de prática para acertar o setup do carro e aclimatação com a pista antes das qualificações oficiais iniciarem no sábado. As qualificações são no sábado a tarde, durante duas horas, e as duas corridas acontecem no domingo.

### Qualificação
A A1 Grand Prix tinha um formato de qualificação nada ortodoxo, na qual começava as 14:00 (no horário local) no sábado, que determinaria o grid para as corridas no domingo.
As qualificações eram divididas em quatro sessões, de 15 minutos cada. Era permitido para cada carro três voltas por sessão, incluindo a volta da saída dos pits e a volta de retorno dos pits, deixando somente uma volta para marcar um tempo competitivo por cada uma das quatro sessões. Havia um intervalo de cinco minutos entre as sessões, completando 55 minutos na sessão de qualificação.
O grid da Sprint Race era baseado nos tempos mais rápidos da primeira e segunda sessão, já os da corrida, eram baseados nos tempos da terceira e quarta sessão.

### Sprint Race
A Sprint Race começava no domingo, à 13:30 (horário local). A largada dessa corrida era lançada e tinha a duração de 25 minutos mais uma volta. Adicionalmente, cada equipe deveria fazer um pit stop obrigatório entre as voltas 4 e 8.  Aos pilotos, é permitido o uso do PowerBoost por quatro vezes durante a Sprint Race.

### Corrida Principal
A corrida principal começava no domingo, à 15h (horário local). A largada dessa corrida era parada e tinha a duração de 50 minutos mais uma volta.  Cada equipe deveria fazer dois pit stops, uma entre as voltas 8 e 16 e outra numa janela de voltas que somente é anunciada após a volta 16.  Aos pilotos, é permitido o uso do PowerBoost por oito vezes durante a corrida principal.

### Pit Stop
Cada equipe deveria cumprir três pit stops obrigatórios (um durante a sprint race e dois durante a corrida principal). Durante o pit stop, os quatro pneus do carro podiam ser trocados. Um total de oito mecânicos poderiam ser utilizados na parada, porém, somente quatro poderiam tocar no carro, nenhum deles podendo estar no pit lane até que o carro pare totalmente. Abastecimento é proibido.

### Pontuação
Ao contrário de outras categorias, os pilotos não marcam pontos individualmente, indo os pontos para a equipe (ou seja, a nação que a mesma representa). Isso quer dizer que as equipes podem substituir seus pilotos de uma sessão para outra, na qual muitas vezes era necessário, devido a muitos dos pilotos disputarem corridas em outras categorias.
Pontos eram atribuídos as equipes que terminarem nas primeiras dez posições, porém, as quantidades de pontos foram modificadas ao longo das temporadas. Além dos pontos nas corridas, um ponto era atribuído para a equipe que marcasse a volta mais rápida, tanto no sprint quanto na corrida principal. Prêmios em dinheiro também eram atribuídos.

## Chassis e Motor

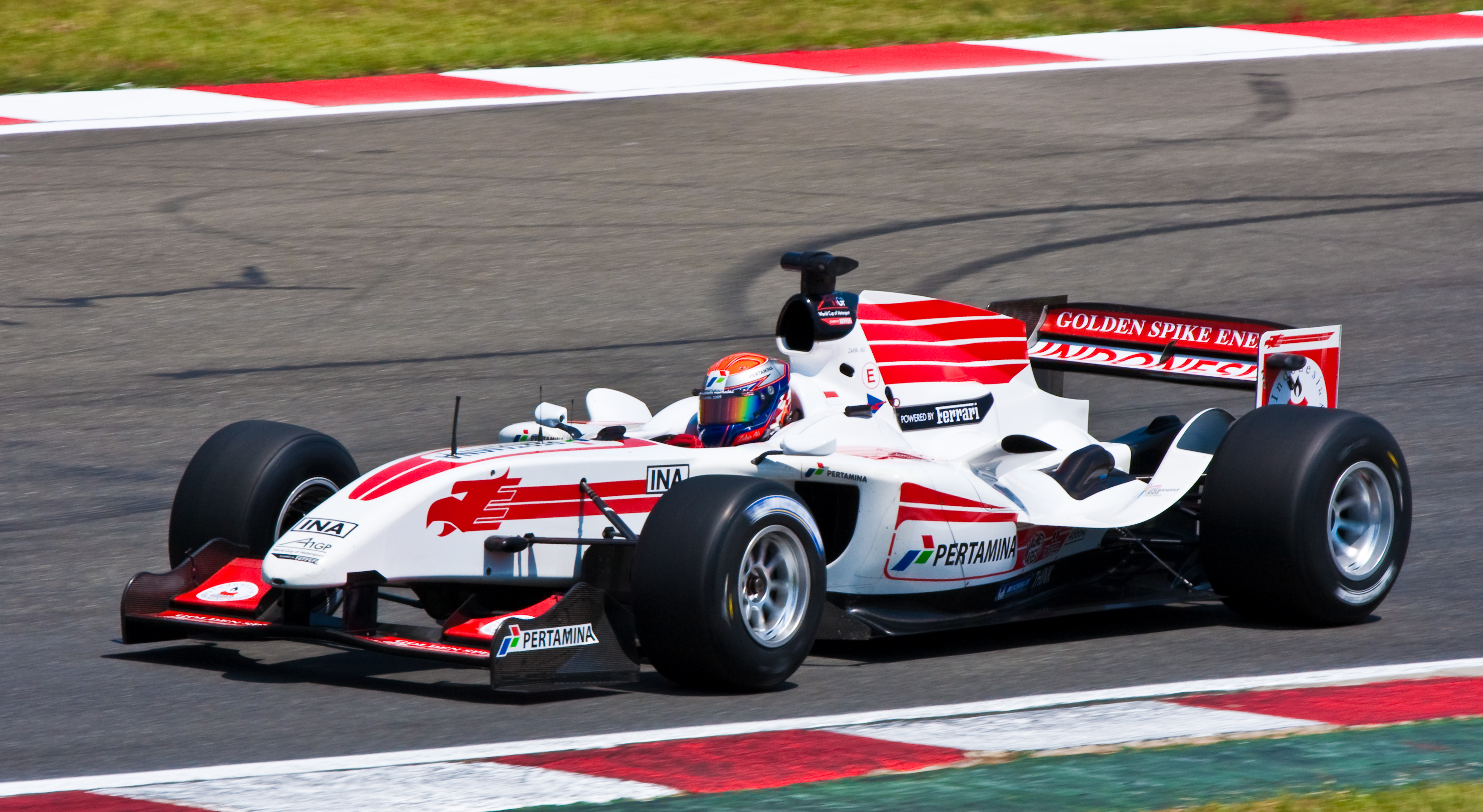
Equipe da Indonésia no Grande Prêmio A1 de Kyalami, África do Sul, 2009

A A1GP era uma categoria monomarca, somente podendo ter um único modelo de carro disputando suas corridas. Cada carro era mecanicamente idêntico, evitando que alguma equipe ganhasse uma vantagem técnica por cima de qualquer outra, para que a habilidade do piloto fosse o principal fator envolvido.
Nas primeiras temporadas da categoria, se utilizou o Lola B05/52, construído pela Lola Racing Cars, do Reino Unido. O carro era propulsado por um motor Zytek 3.4l V8, que rendia 520 hp (550 hp no modo PowerBoost) e calçava pneus Cooper.
Na sua última temporada, o carro foi o A1GP powered by Ferrari, construído pela italiana Ferrari. Esse carro era baseado na Ferrari F2004, propulsado por um motor Ferrari/Maserati 4.5 V8, que rendia 600 hp (no modo PowerBoost), calçando pneus Michelin.

## Ver Também
- Auto GP
- Fórmula Acceleration 1
- Superleague Formula